# Broadcast (Cutting Crew)
Broadcast è l'album di debutto del gruppo musicale Cutting Crew, pubblicato nel 1986.
Nel maggio 2010 è stato ripubblicato dalla Cherry Red Records.

## Tracce
1. Any Colour – 4:57 (Nick Van Eede, Kevin Scott MacMichael)
2. One for the Mockingbird – 4:23 (Van Eede)
3. I've Been in Love Before – 5:29 (Van Eede)
4. Life in a Dangerous Time – 4:34 (Van Eede)
5. Fear of Falling – 4:50 (Van Eede, MacMichael)
6. (I Just) Died in Your Arms – 4:41 (Van Eede)
7. Don't Look Back – 4:12 (Van Eede, MacMichael)
8. Sahara – 4:49 (Steve Boorer, Van Eede)
9. It Shouldn't Take Too Long – 4:05 (Van Eede, MacMichael, Colin Farley, Martin Beedle, Mac Norman)
10. The Broadcast – 6:33 (Van Eede, Chris Townsend)

## Formazione
- Nick Van Eede - voce, chitarra, tastiera
- Martin Beadle - batteria
- Colin Farley - basso, pianoforte
- Kevin Scott MacMichael - chitarra